# Anke Stelling

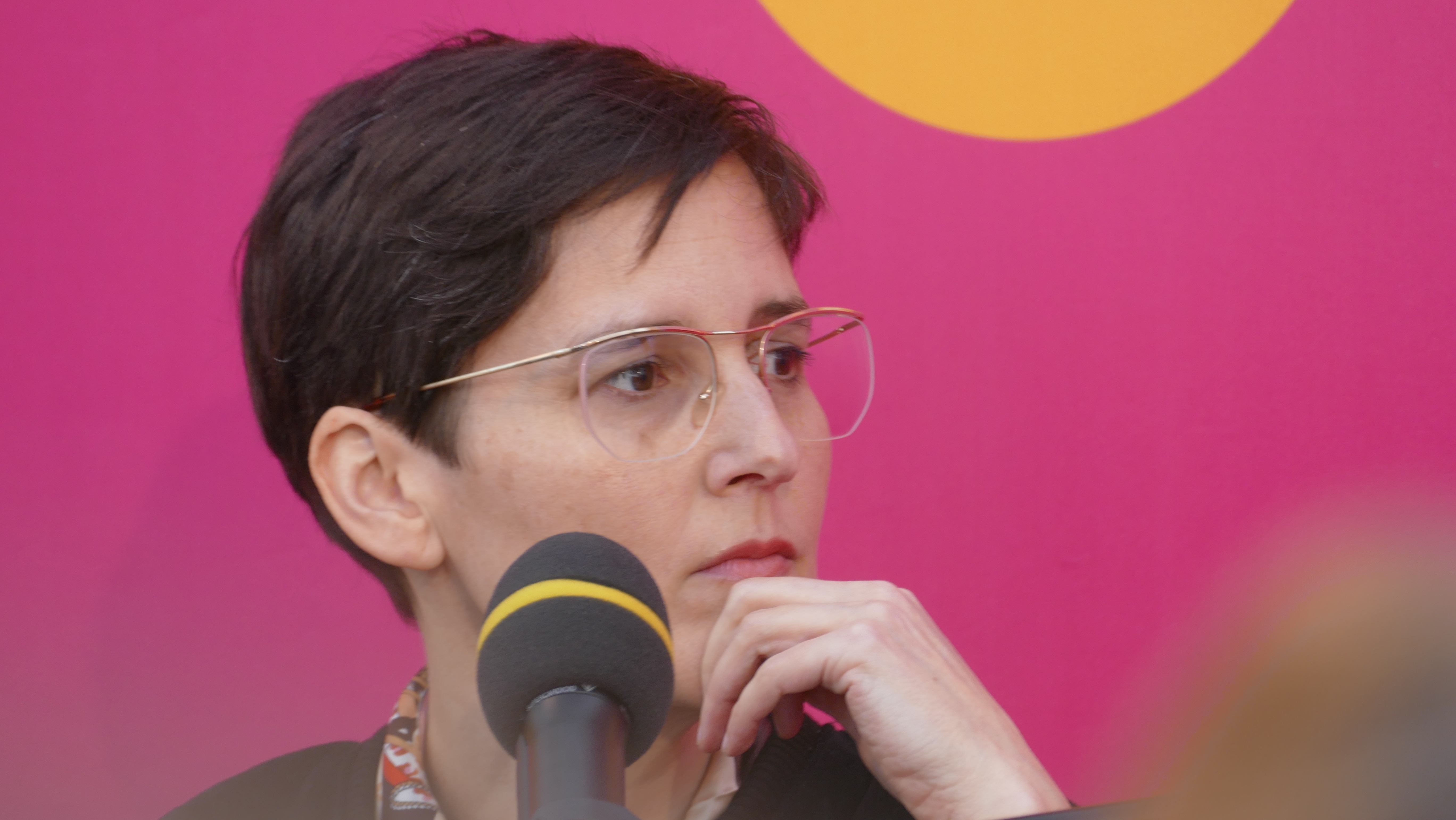
Anke Stelling auf der Leipziger Buchmesse 2019

Anke Stelling (* 16. Oktober 1971 in Ulm) ist eine deutsche Schriftstellerin.

## Leben
Anke Stelling wuchs in Stuttgart auf. Ab 1997 absolvierte sie ein Studium am Deutschen Literaturinstitut in Leipzig, das sie mit dem Diplom des Instituts abschloss. Zeitweise lebte und arbeitete sie zusammen mit Robby Dannenberg. 2003 erhielt sie gemeinsam mit Robby Dannenberg den Förderpreis zum Lessing-Preis des Freistaates Sachsen. 2011 erhielt sie für das Theaterstück Selber schuld – Katapult den 2. Preis des Berliner Kindertheaterpreises, ausgelobt vom Grips-Theater und der Gasag. 2004 wurde ihr Roman Gisela von Isabelle Stever fürs Kino verfilmt; der gleichnamige Film feierte am 27. Juni 2005 beim Filmfest München Premiere.
In ihrem Roman Bodentiefe Fenster von 2015 schreibt Stelling von einer Berlinerin, die nach außen hin ganz in der Mittelschichtsidylle des Prenzlauer Bergs aufzugehen scheint, innerlich jedoch das „Öko-Getue“ und die zur Schau gestellte gute Laune verachtet. Das Werk stand auf der Longlist des Deutschen Buchpreises und auf der Hotlist für Bücher aus unabhängigen Verlagen; der Verbrecher Verlag erhielt dort für die Publikation von Bodentiefe Fenster den Melusine-Huss-Preis.
2017 erschien ihr „Inzest-Roman“ Fürsorge. Missy Magazine sah in dem Roman ein „faszinierend-verstörendes Buch“ und attestierte der Autorin „sprachliche Kunstfertigkeit“. 2022 diente das Buch als Vorlage für den Film Grand Jeté, der von Isabelle Stever inszeniert wurde.
In dem 2018 veröffentlichten Roman Schäfchen im Trockenen geht es um eine Frau aus dem Berliner „Selbstverwirklichungsmilieu“, die versucht, Klassenbewusstsein zu entwickeln in einem Land, „in dem es, anders als zum Beispiel in Frankreich, eher als uncool gilt, über diese Frage nachzudenken.“ Der Roman wurde von der Literaturkritik überwiegend positiv aufgenommen und 2019 mit dem Preis der Leipziger Buchmesse ausgezeichnet.
Ein häufiges Motiv in Stellings Werk ist die fatale Bindung insbesondere von Frauen durch deren als hochambivalent erlebte Mutterschaft.
Anke Stelling lebt und arbeitet seit 1991 in Berlin. Sie hat seit 2013 Lehraufträge am Literaturinstitut in Leipzig sowie an der Filmakademie Ludwigsburg.

## Auszeichnungen

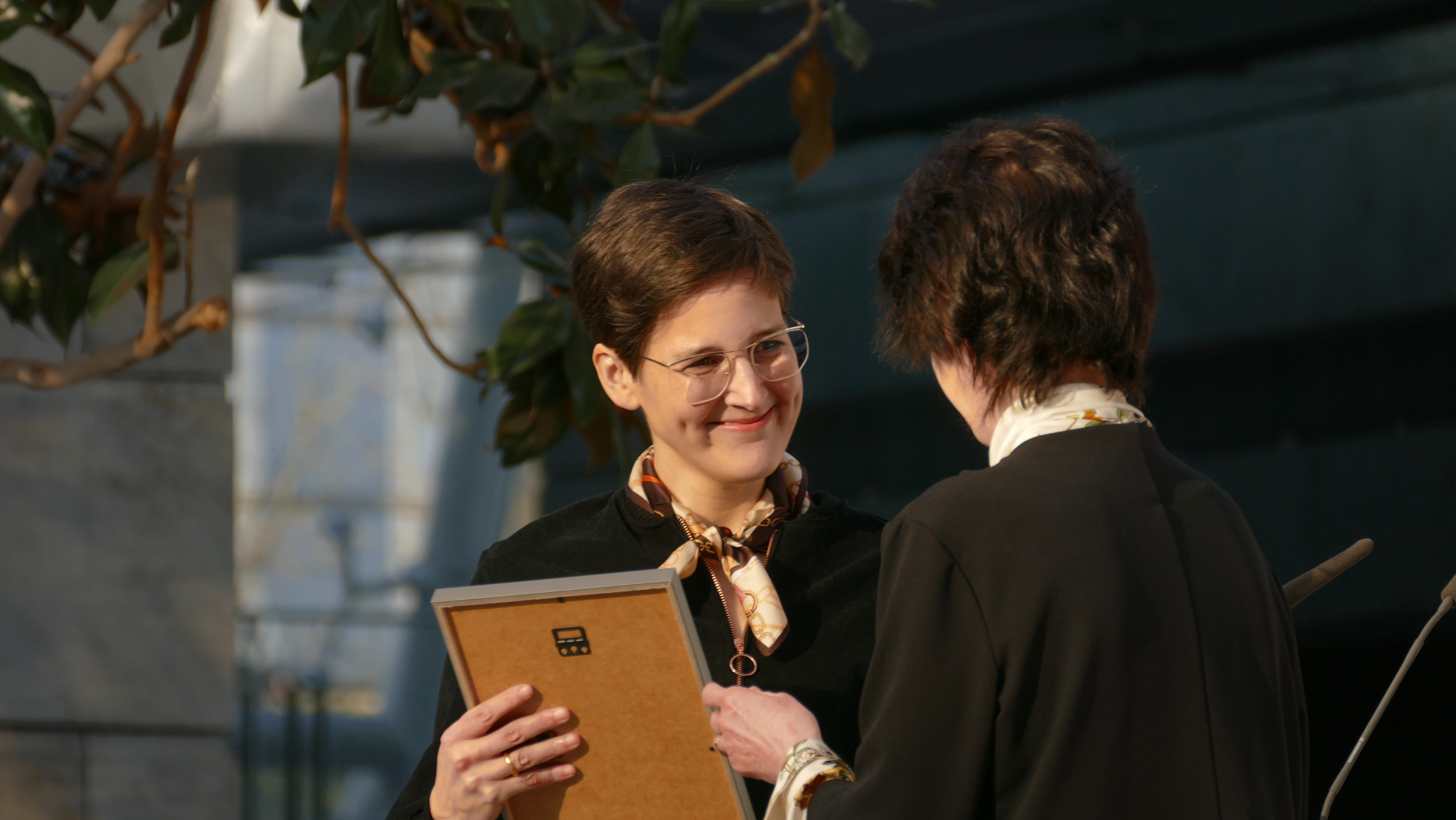
Anke Stelling, Preis der Leipziger Buchmesse 2019

- 2019: Preis der Leipziger Buchmesse für Schäfchen im Trockenen
- 2019: Friedrich-Hölderlin-Preis der Stadt Bad Homburg[12]

## Zitat
„Es gab keinen Ausweg.
 Ohne Kinder hätte Claudia sich Kinder gewünscht. Mit Kindern wünschte sie sich den Tod.“

## Werke
- (zusammen mit Robby Dannenberg): Gisela. Roman, Ammann, Zürich 1999, ISBN 3-250-10407-8.
- (zusammen mit Robby Dannenberg): Nimm mich mit. Roman, S. Fischer Verlag, Frankfurt am Main 2002, ISBN 3-596-15243-7.
- Glückliche Fügung : Erzählungen S. Fischer Verlag, Frankfurt am Main 2004, ISBN 3-596-15974-1.
- Horchen. Roman, S. Fischer Verlag, Frankfurt am Main 2010, ISBN 978-3-10-072513-4.
- Bodentiefe Fenster. Roman, Verbrecher Verlag, Berlin 2015, ISBN 978-3-95732-081-0.
- Fürsorge. Roman, Verbrecher Verlag, Berlin 2017, ISBN 978-3-95732-232-6.
- Erna und die drei Wahrheiten. Kinderbuch, CBT bei Random House, München 2017, ISBN 978-3-570-16458-7.
- Schäfchen im Trockenen. Roman, Verbrecher Verlag, Berlin 2018, ISBN 978-3-95732-338-5.
- Freddie und die Bändigung des Bösen. Kinderbuch, CBJ, München 2020, ISBN 978-3-570-17729-7.
- Grundlagenforschung. Erzählungen. Verbrecher Verlag 2020, ISBN 978-3-95732-447-4.
- Gesundheit. In: Wolfgang M. Schmitt und Ann-Kristin Tlusty (Hrsg.): Selbst Schuld! Carl Hanser Verlag, München 2024, ISBN 978-3-446-28130-1, S. 217–235.

### Hörbuch
- Mood poetry / Texte von Anke Stelling, Musik von Elektrotwist. CD, Kommunikation und Musik, Köln 2000.
- Schäfchen im Trockenen. speak low, Berlin 2019, ISBN 978-3-940018-68-7.